# Јохан Христоф фон Бартенштајн
Јохан Христоф барон Бартенштајн (Стразбур 23. октобар 1689—Беч, 6. август 1767) је био државник и дипломата у служби Хабзбуршке монархије.

## Живот

### Порекло
Потекао је из грађанске породице у Стразбуру, где је и одрастао. Његов отац Јохан Филип Бартенштајн (1650-1726) је био професор филозофије из Тирингије и директор гимназије у Стразбуру, а мајка му је потицала из једне учене стразбуршке породице.

### Студије и прве везе
Студирао је језике, историју и право у Стразбуру. Историју је дипломирао 1709. на тему рат Морица Саксонског против Карла V („Устанак кнежева“), а право 1711. на тему лов на наслеђе.
Као деветнаестогодишњак отпутовао је у Париз, где је ступио у везу са бенедиктинцима, која га је одвела у Беч. Тамо је срео Готфрида Вилхелма Лајбница, који га је подржавао и упућивао на каријеру у државној управи.

### Каријера у Бечу
Тражећи каријеру у аустијској администрацији прешао је из евангелизма у католицизам 1715. Већ 1719. уздигнут је у витеза, а двадесетих и тридесетих година 18. века изградио је блиставу каријеру на хабзбуршком царском двору.
Прво је постао секретар, а касније нотар Тајне конференције (највише управне власти у Бечу) и најближи повереник и саветник Карла VI. Године 1732. (према другим изворима: 1733) добио је диплому о племству (баронату), а доспео је у Тајни савет и до вицеканцелара у аустријској Државној канцеларији. Након Карлове смрти 1740. остао је привржен његовој ћерци и наследници Марији Терезији и годинама усмеравао спољну и породичну политику Хабзбурга.
Године 1753. шездесетчетворогодишњег Бартенштајна заменио је на месту диригента спољне политике Антон Кауниц. Отада је био активан у унутрашњој политици. На крају је радио као директор Тајног кућног архива и писао уџбенике за престолонаследника Јосифа II. Умро је 1767, а своме потомству је оставио простране земљишне парцеле у Доњој Аустрији и Шлезији.
У Бечу је 1873. унутрашњи град у близини парламента назван по њему „Бартенштајнова улица“.

## Делатности

### Дипломатски успеси и неуспеси

#### Бартенштајн и Прагматична санкција
У своје време важио је за једну од најутицајнијих и најинтелигентнијих личности на Бечком двору. Имао је великог удела у спровођењу „Прагматичне санкције“ коју је 1713. издао Карло VI. Бартенштајнова заслуга је била и та што су хабзбуршке наследне земље и Угарска 1723. прихватиле овај декрет, а Енглеска признала прагматичну санцију за основни закон 1731.

#### Бартенштајн као проводаџија
По ступању на престо Марије Терезије Бартенштајн је био потпора младој и несигурној надвојвоткињи и краљици Чешке и Угарске у сучељавању са старим и искусним министрима на двору. И остварење веома срећног брака престолонаследнице са Францом Стефаном Лотариншким приписивано је Бартенштајновој дипломатској вештини. Спречио је брак између регенткиње и инфанта Дон Карлоса од Шпаније који јој је био мрзак. Удесио је и брак између млађе сестре Марије Терезије, Маријане, и још једног члана Лотариншке династије. Вешто лавирајући, пружио је руку моћном кардиналу Флерију и навео Франца да уступи своје војводство Француској у замену за Тоскану. Тако је завршен рат око пољског наслеђа (1735). Године 1737. уследило је венчање у Бечу и ступање на престо Франца Лотариншког као цара Светог римског царства немачког народа. Овај дипломатски успех осигурао је Бартенштајну надвојвоткињину доживотну верност.

#### Београдски мир
У другим спољнополитичким анализама и одлукама био је мање успешан. Увео је Аустрију у нови рат против Турака на страни Русије, који се завршио поразом Аустрије и потписивањем неповољног Београдског мира 1739.

#### Рат за аустријско наследство и Шлески рат
Најзначајније године у Бартенштајновој политичкој делатности су вероватно биле прве године владавине Марије Терезије, када је Аустрија запала у егзистенцијалну кризу. Пруска војска је ушла у Шлеску и тако започела рат око Шлеске, а Баварска и Саксонија уз подршку Француске напале аустријске наследне територије и тако започеле рат за аустријско наслеђе.
Бартенштајн је безрезервно подржавао неискусну надвојвоткињу, која је изрично одбијала да уступи било који део своје територији и ревносно истрајавала на принципу недељивости својих земаља.Бартенштајн није уживао поверење Марије Терезије само као спољнополитички саветник. По њеном налогу за време Првог и Другог рата око Шлеске заступао је политичко и правно становиште Хабзбурга у бројним службеним публикацијама, које су ширене преко страних представништва понекад и у више хиљада примерака.

### Последње године у унутрашњој политици
По престанку своје спољнополитичке активности није био одбачен. Марија Терезија му је поверила унутрашњу управу над својим земљама и посао око израде нове царске тарифе. Руководио је аустријском санитетском службом. Именован је и за председника Илирске дворске депутације, која је управљала црквено-народним пословима становништва досељеног из Србије. Написао је „Кратак извештај о стању расејане многобројне илирске нације у царско-краљевским наследним земљама“ који је 1886. превео Александар Сандић. На крају је био директор новооснованог Тајног породичног архива (1749) и написао један уџбеник из историје за младог престолонаследника Јосифа (рукопис у четрнаест томова и шест томова додатака историје од Карла Великог до Рудолфа II).